# 福建水师提督
福建水师提督是清朝的一個軍事官職。

## 歷史
康熙元年（1662年），福建专设水师提督，首任提督施琅；当时福建水师有军队1万人，驻扎在闽南沿海地区。六年后，施琅奉调入京，福建水师裁撤；九年后恢复，提督由福建陆路提督兼任。之后，清廷又专设福建水师提督，并将督署移到厦门。
康熙二十年（1681年），施琅重新出任福建水师提督；两年后，施琅率领福建水师攻克澎湖和台湾。康熙二十四年（1685年），施琅在厦门城建造福建水师提督衙门，原址在今厦门市工人文化宫。在清代，闽台两地长期同属于一个军事体系，台湾镇作为福建水师五镇之一，其总兵由福建水师提督节制。福建水师提督衙门从清初建造到清末撤销，前后共计218年，有47位提督在这办公。